# Magnum (группа)
Magnum — британская рок-группа, образованная в 1972 году в городе Бирмингеме. Основатели — вокалист Боб Кэтли и гитарист-композитор Тони Кларкин.

## История
В августе 1978 года был издан дебютный полноформатный студийный альбом коллектива под названием Kingdom of Madness, весь материал которого был написан гитаристом Тони Кларкином.
Первый настоящий успех приходит к группе после выпуска 5-го по счёту студийного альбома On a Storyteller's Night в 1985 году: пластинка получает золотой статус у себя на родине, а также становится первой работой группы, попавшей в чарты Швеции, заняв в них 44-е место и продержавшись 2 недели. Похвально отозвался об данном альбоме и известный немецкий журнал Rock Hard, назвав звучание «атмосферным и драматичным», отметив такие композиции как How Far Jerusalem, All England’s Eyes и On a Storyteller’s Night, выставив пластинке 9 баллов из 10. Обозреватель из Allmusic оказался более сдержанным, оценив работу в 3,5 балла из 5.
Практически таким же успешным оказался седьмой альбом группы Wings of Heaven, изданный в июле 1988 года, который получил серебряную сертификацию в Великобритании и попал в топ-5 шведских чартов, заняв там 2-е место, продержавшись в чартах 6 недель. Признание было и в других странах — 7-е место в чартах Норвегии и 8-е в Швейцарии. В Германии диск занял 19-е место.

## Дискография

### Студийные альбомы
- Kingdom of Madness (1978)
- Magnum 2 (1979)
- Chase the Dragon (1982)
- The Eleventh Hour (1983)
- On a Storyteller's Night (1985)
- Vigilante (1986)
- Wings of Heaven (1988)
- Goodnight L.A. (1990)
- Sleepwalking (1992)
- Keeping the Nite Light Burning (1993)
- Rock Art (1994)
- Breath of Life (2002)
- Brand New Morning (2004)
- Princess Alice and the Broken Arrow (2007)
- Into the Valley of the Moonking (2009)
- The Visitation (2011)
- On the 13th Day (2012)
- Escape from the Shadow Garden (2014)
- Sacred Blood "Divine" Lies (2016)
- Lost on the Road to Eternity (2018)
- The Serpent Rings (2020)
- The Monster Roars (2022)
- Here Comes the Rain (2024)

### Синглы
- Sweets For My Sweet (1975)
- Kingdom Of Madness (1978)
- Baby Rock Me (1978)

### Концертные альбомы
- Marauder (1980)
- Invasion Live (1989)
- The Spirit (1991)
- The Last Dance (1996)
- Stronghold (1996)
- Days of Wonder (2000)
- The River Sessions (2004)
- Wings of Heaven Live (2008)
- Escape from the Shadow Garden – Live 2014 (2015)
- Live at the Symphony Hall (2019)

### Компиляции
- Anthology (1986)
- Mirador (1987)
- Foundation (1990)
- Archive (1993)
- Chapter & Verse: The Very Best of Magnum (1993)
- Road to Paradise (1998)
- Long Days, Black Nights (2002)
- The Gathering (2010)
- Evolution (2011)

## Видеография

### DVD
- A Winter’s Tale (2003)
- Live Legends (2004)

## Кавер-версии песен Magnum
- Боб Кэтли, вокалист группы перепел 3 песни: Lonely Night, On a Storyteller’s Night и Just Like an Arrow для своего сольного концертного альбома Live at the Gods в 1998 году.
- Итальянская пауэр-метал группа Drakkar записала кавер на песню Kingdom of Madness в 2002 году для 3-го студийного альбома Razorblade God[7].
- Немецкая пауэр-метал группа Edguy исполнила кавер песни The Spirit в 2005 году для EP Superheroes[8].
- Шведская спид-метал группа Rocka Rollas записала кавер на песню Kingdom of Madness в 2014 году. Кавер вошел в 3-й альбом The Road to Destruction[9].

## Участники

### Текущий состав
- Боб Кэтли — вокал (1972—1995, 2001—наши дни);
- Тони Кларкин — гитара, бэк-вокал (1972—1995, 2001—2024);
- Эл Берроу — бас-гитара (2001—наши дни);
- Герри Джеймс — ударные, перкуссия (2002—2005, 2007—наши дни);
- Марк Стенвей — клавишные (1980—1984, 1985—1995, 2001—наши дни).

### Бывшие участники
- Дэвид Морган — бас-гитара, вокал (1972—1975);
- Ричард Бэйли — клавишные, флейта, вокал (1976—1980);
- Джим Симпсон — ударные, перкуссия
- Микки Баркер — ударные, перкуссия (1985—1995);